# Jackalas 1
Jackalas 1 è un villaggio del Botswana situato nel distretto Nordorientale, sottodistretto di North East. Il villaggio, secondo il censimento del 2011, conta 1.093 abitanti.

## Località
Nel territorio del villaggio sono presenti le seguenti 3 località:
- Border Post di 139 abitanti,
- Ramokgwebana SSG Camp di 43 abitanti,
- Vakaranga Vet Camp di 6 abitanti